# Associação Apátrida Mundial

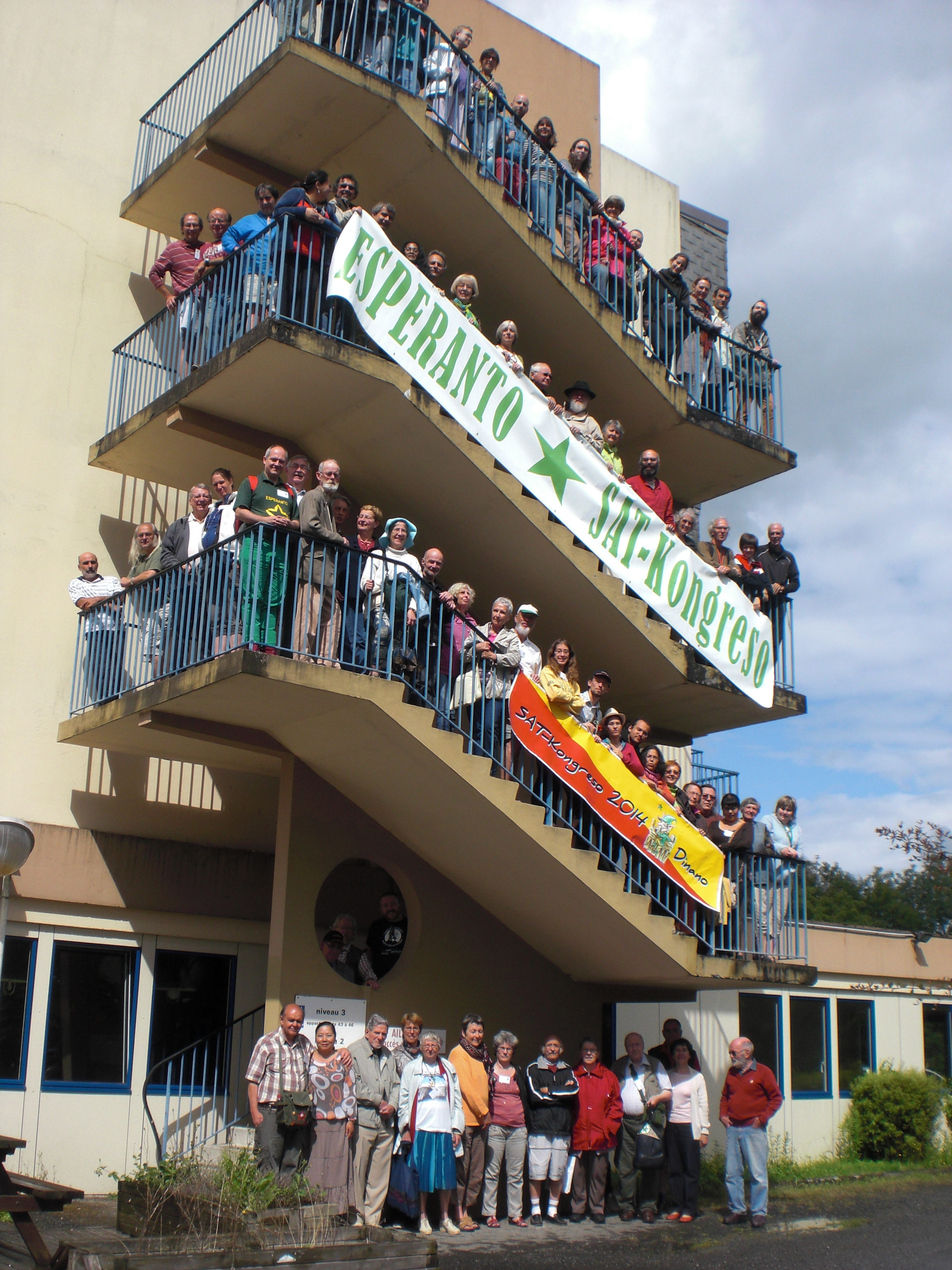
Parte do congresso de SAT en França em 2014.

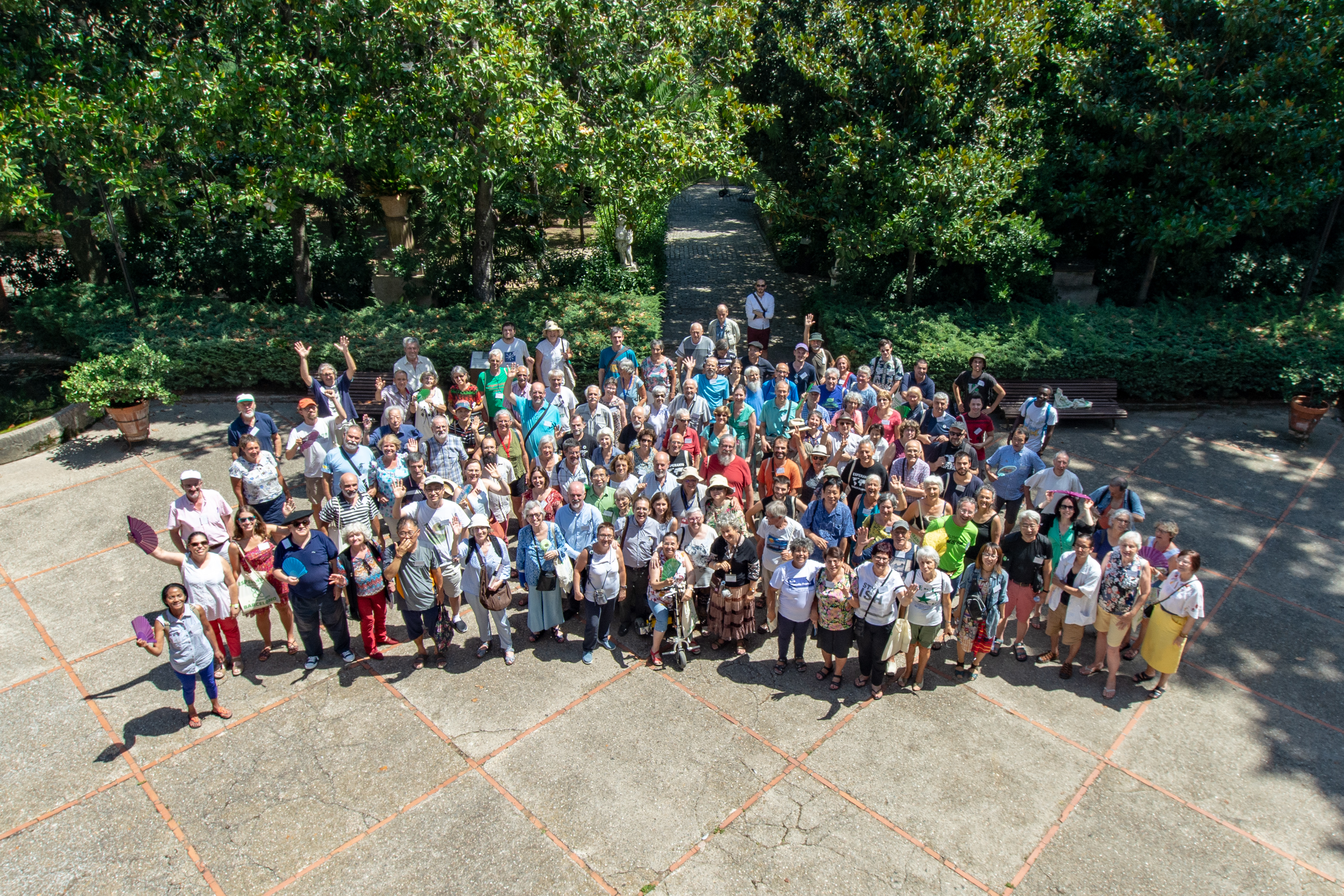
Parte do congresso de SAT em Barcelona em 2019.

A Associação Apátrida Mundial (Em esperanto Sennacieca Asocio Tutmonda, SAT) é uma associação esperantista independente, mas não neutra.
Fundada como uma organização do movimento operário esperantista, a SAT teve papel importante na história do movimento esperantista. Sua criação e atuação marca uma tendência política contra a ideia de neutralidade e vincula o uso do esperanto a ideias socialistas de matriz pacifista e antinacionalista. Sua principal atividade é a organização dos congressos, a publicação do "Sennaciulo" e a publicação de obras em esperanto, tendo publicado o Plena Ilustrista Vortaro de Esperanto (Dicionário Ilustrado Completo de Esperanto).

## História

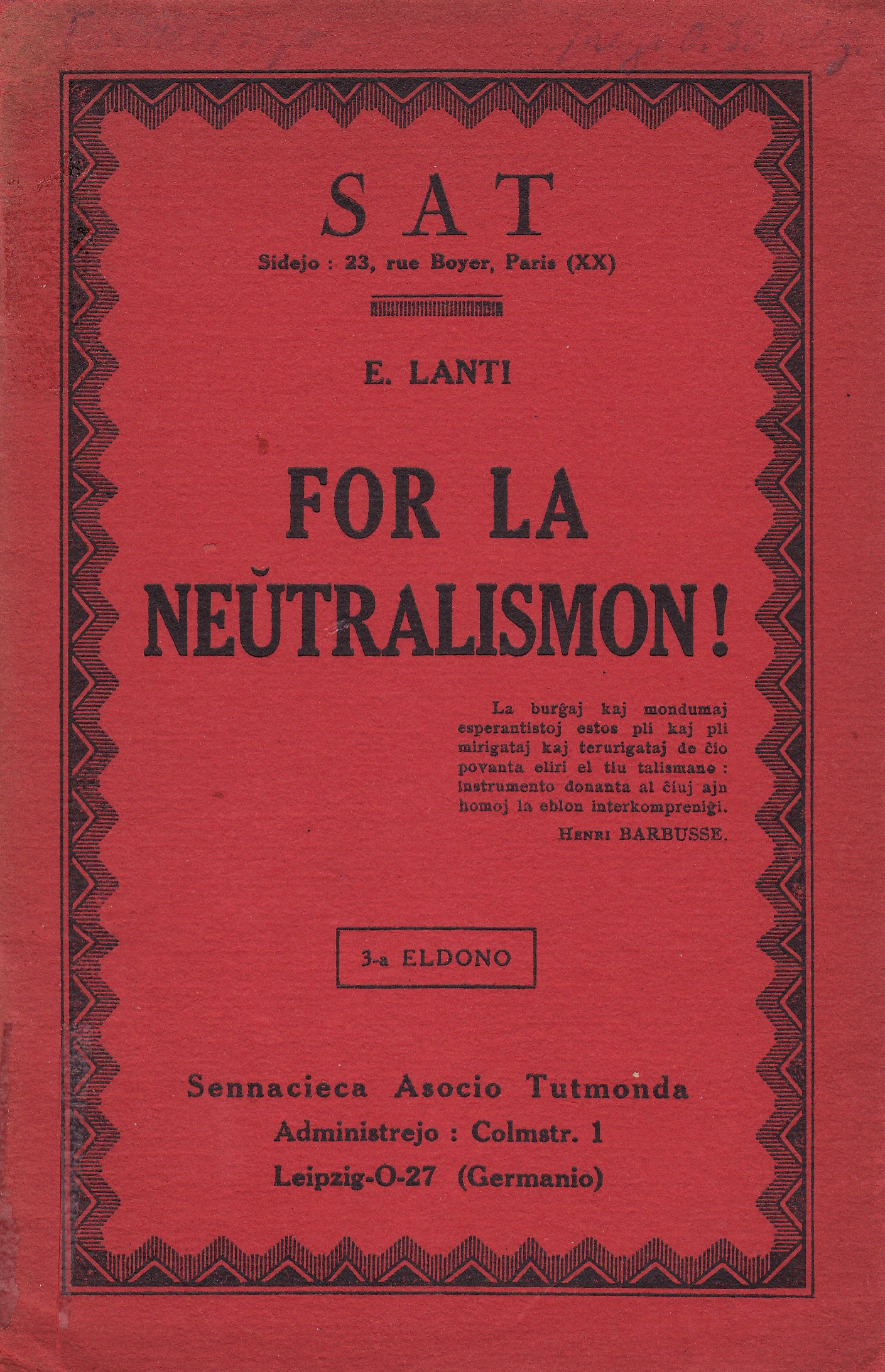
For la Neŭtralismon

A SAT foi fundada em 1921 como uma organização do movimento operário esperantista. Ela tem uma rede mundial de membros e está ligada à organização de trabalhadores esperantistas (Em esperanto: Laboristaj Esperanto-Asocioj, LEA), por meio da Convenção de Gotenburgo. 
Entre as importantes figuras da SAT está Eugène Adam, que tornou-se conhecido com o pseudônimo Eũgeno Lanti. No fim dos anos 20, a SAT chegou a ter mais de 6000 membros. Foi uma organização internacional relativamente grande em número de membros individuais (diferentemente de associações que reúnem organizações nacionais). Em 2003, o então presidente do comitê de ações, Jakvo Schram, declarou o número de membros de 881 pessoas. Em 2006 o número de membros pagantes era de 724. Em 2015-2016 era de 525.

## Objetivos
1. Possibilitar o uso prático da língua internacional esperanto para as classes contempladas pelos objetivos da classe trabalhadora mundial;
2. Da forma melhor e mais digna facilitar as relações dos membros, assim aumentando entre eles o sentimento de solidariedade humana;
3. Promover a aprendizagem, o ensino e o aprimoramento de seus membros, de forma que eles se tornem os mais capazes e os mais preparados dos assim denominados internacionalistas;
4. Servir como mediadora nas relações de associações que tenham línguas diferentes, cujos objetivos sejam similares aos da SAT;
5. Mediar e, sempre que possível, ajudar na criação de obras literárias (traduções e originais) que reflitam os ideais da associação.
Esta definição foi aceita no congresso fundador da SAT em 1921, e até hoje é válida. Em 1928 precisou-se o objetivo pelo seguinte acréscimo:
“A SAT, não sendo política, mas apenas uma organização instrutiva, educacional e cultural objetiva a que seus membros sejam compreensivos e tolerantes em relação aos sistemas e escolas políticas e filosóficas sobre as quais se apoiam as diversas classes de partidos operários e movimentos sindicais; por comparação de fatos e ideias, através de uma discussão livre, ela tem o intuito de inviabilizar, entre os seus membros, a formação de dogmas e ensinamentos que eles recebem em seus respectivos contextos.”
A SAT não é uma organização em prol do esperanto. Ela não é uma organização para propagar a língua. Ela é uma organização que, por meio do esperanto, busca alcançar seus próprios objetivos.

## Estrutura
A SAT tem uma estrutura apátrida. Os membros se inscrevem individualmente, e não por meio de uma associação nacional. É necessário não confundir o termo sennaciismo (anacionalismo), que é sua tendência no aspecto cultural, com sennacieco (anacionalidade), uma vez que tem uma estrutura associativa baseada sobre o uso de uma língua comum e que consiste principalmente no fato de que a SAT não tem seções nacionais, e que apenas indivíduos sejam seus membros. A organização não é apenas apátrida, mas também suprapartidária. Isso significa principalmente, que nenhuma escola filosófica ou política predomina nela.
Sua estrutura de decisão é teoricamente feita por referendos ligados à base (todas as decisões de congressos valem apenas após o referendo). Esta disposição estatutária objetiva uma dinâmica democrática; no entanto a experiência tem mostrado que a maioria das decisões dos congressos nunca são submetidas a um referendo. A diretoria da SAT, que guia a associação, nomeia-se comitê de ação.

## Presidentes do comitê de ação
- Eŭgeno Lanti, 1921-1933
- Hermann Platiel, 1933-1935
- Lucien Bannier, 1935-1968 (interrompido durante a Segunda Guerra)
- Julien Piron, 1969-1972
- Petro Levi, 1972-1981
- Gilbert Chevrolat, 1981-1984
- Yves Peyraut, 1984-2001
- Jacques Bannier, 2001-2003
- Jakvo Ŝram, 2003-2012

Atual presidente:
- Vinko Markovo desde 2012

## Ações

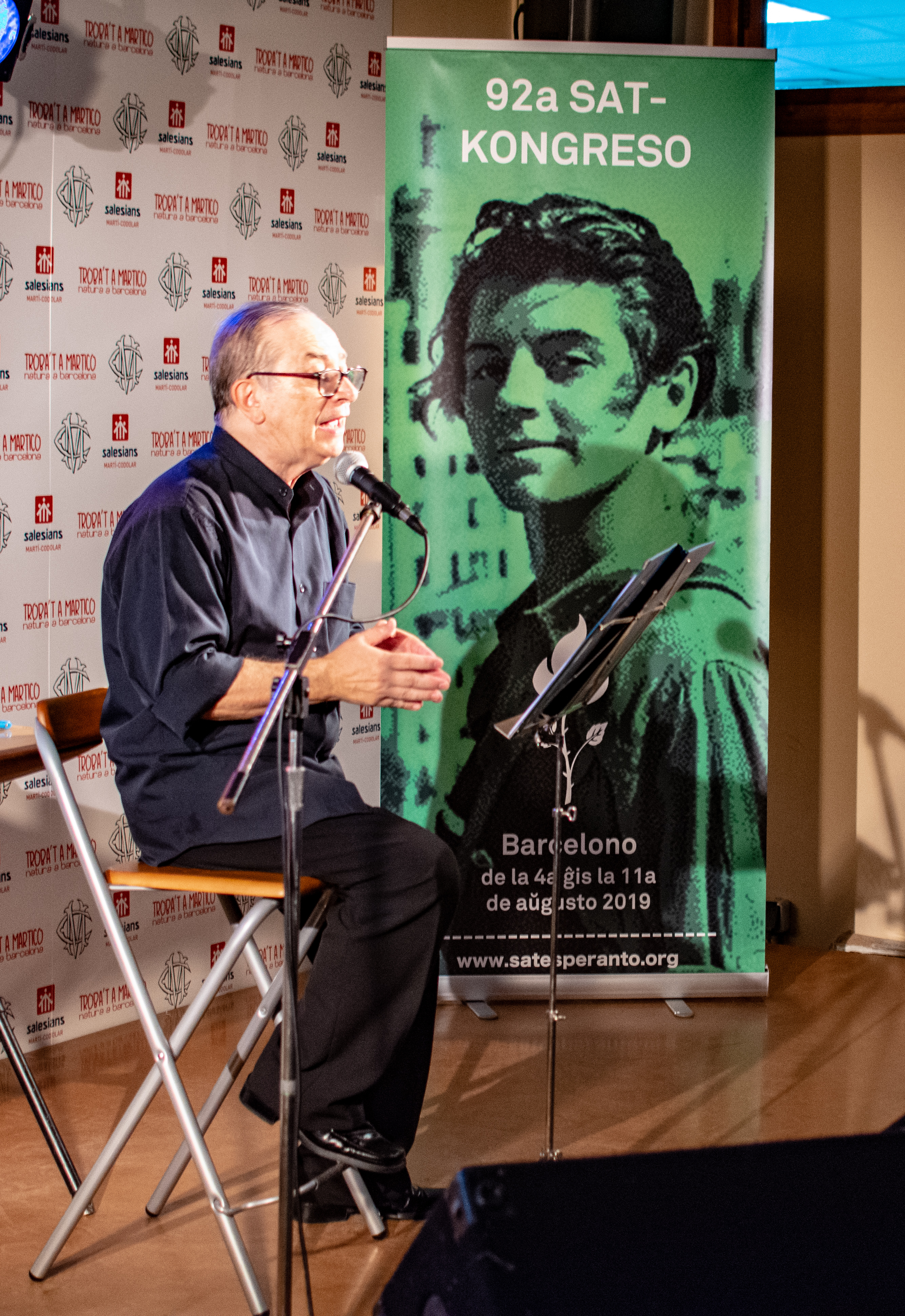
SAT-Kongreso 2019 (Barcelona)

A SAT publica a revista mensal Sennaciulo, o boletim cultural anual Sennacieca Revuo, e diversos livros com conteúdo instrutivo, dentro os quais o mais importante é o Plena Ilustrita Vortaro de Esperanto. Ela também publica diversos materiais na internet.

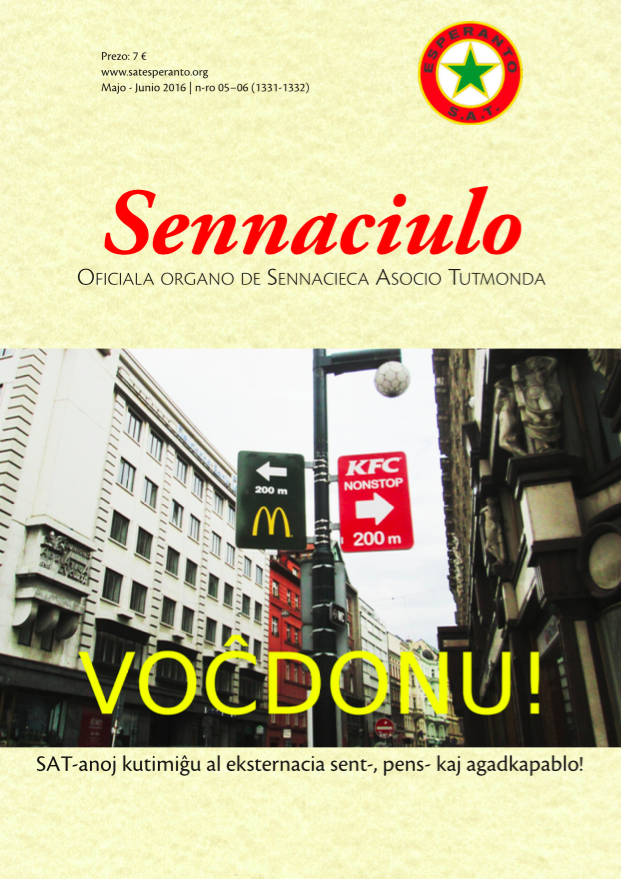
Sennaciulo 2016-05–06

Os congressos da SAT são organizados todos os anos. Eles servem como momento de encontro entre os membros e simpatizantes da organização. Eles comumente têm debates sociopolíticos, programas culturais, viagens turísticas e atividades de lazer.
A “Junulfako” foi a organização jovem da SAT. Diferentemente de organizações esperantistas formais, sejam de jovens ou não, que têm uma estrutura, ela é apenas uma parte informal da SAT, e desde a Segunda Guerra Mundial teve fases de ações muito produtivas, com ativistas muito engajados, como também teve fases mais tranquilas. Um órgão da “Junulfako” é a publicação La Juna penso (“O pensamento jovem”), criado em 1954 por Andreo Andrio, que redigiu as 12 primeiras edições. Ela foi suficientemente próspera sob os cuidados de diversas equipes até aproximadamente o ano de 1980, e foi interrompida até tentativas vãs de revivê-las em 1994, e depois reapareceu desde 1997, publicada mais ou menos regularmente.